# Choir of Westminster Abbey
Il Choir of Westminster Abbey è un coro di ragazzi che opera all'interno dell'Abbazia di Westminster a Londra durante le funzioni religiose.

## Storia
Il coro venne fondato nel 1380 quando per la prima volta venne creata la funzione di direttore stabile del coro per l'istruzione musicale dei ragazzi e per la preparazione delle musiche da eseguirsi durante le liturgie giornaliere e le solennità religiose.
Nel corso dei secoli si sono avvicendati molti direttori, alcuni dei quali sono stati dei grandi musicisti. Fra questi il più famoso è stato certamente il compositore barocco Henry Purcell, mentre nel recente passato si ricorda Simon Preston.
Al giorno d'oggi il coro è formato da una trentina di ragazzi, che risiedono presso la Scuola del Coro di Westminster, e studiano oltre che cantare durante le funzioni che si svolgono nell'Abbazia e nella annessa Chiesa di Santa Margherita. Ai ragazzi si aggiungono 12 cantanti adulti professionisti (noti come "Lay Vicars"). L'attuale organista e direttore principale è James O’Donnell.
I ragazzi entrano all'età di otto anni e vi rimangono per quattro anni nel corso dei quali studiano alla scuola interna. Regolari audizioni ed eventi servono ad avvicinare i bambini più piccoli alle attività del coro e a selezionarne i futuri membri.
Il Choir of Westminster Abbey è considerato il migliore nel suo genere. La sua funzione principale è cantare i servizi corali quotidiani nell'Abbazia, come ha fatto per più di sei secoli. Svolge inoltre un ruolo centrale nelle numerose occasioni reali, statali e nazionali che si svolgono all'Abbazia, molte delle quali sono trasmesse in televisione e alla radio. Negli ultimi anni questi eventi hanno incluso il Matrimonio del principe William e Catherine Middleton nell'aprile 2011, che è stato visto da un pubblico televisivo mondiale di oltre due miliardi; un servizio per celebrare il Giubileo di diamante di Elisabetta II del Regno Unito; numerosi servizi nazionali per commemorare il centenario della prima guerra mondiale; e servizi commemorativi per Nelson Mandela, Sir John Tavener, Sir Terry Wogan e altre figure di rilevanza nazionale e internazionale.
Parallelamente al suo lavoro liturgico,  persegue un variegato programma di concerti e tour di alto profilo, in Gran Bretagna ed all'estero. Nel Regno Unito il coro presenta un programma annuale di concerti di successo nell'Abbazia ed è anche apparso in molti importanti concerti e festival, tra cui i BBC Proms.  Sotto la direzione di O’Donnell, ha viaggiato in Australia, Estremo Oriente, Stati Uniti, Russia, Polonia, Ungheria, Germania, Francia, Italia e Spagna. Viene altresì invitato a partecipare ai più importanti festival di musica sacra che si svolgono in Europa. Nel giugno 2012 Papa Benedetto XVI ha invitato il coro a cantare insieme al Coro della Cappella Sistina in una messa papale a San Pietro a Roma. Questa collaborazione senza precedenti si è ripetuta nel gennaio 2017 su invito di Papa Francesco.
Le esecuzioni del coro sono spesso registrate ed appaiono sotto forma di CD registrati nell'Abbazia di Westminster e nella Chiesa di Santa Margherita. Il catalogo copre una vasta gamma di musica tra cui il completo Great Service di William Byrd, musiche di John Taverner e Christopher Tye, opere corali di Elgar, Irlanda, Bax e Finzi, musica cerimoniale di Parry con Onyx Brass, il Duruflé Requiem con la Britten Sinfonia e, più recentemente, la Missa Videte miraculum e altre opere del compositore Tudor Nicholas Ludford.

## Discografia
- The Feast of St. Michael and All Angels at Westminster Abbey (Hyperion, CDA 67643)
- Edward Elgar, Great is the Lord (Hyperion, CDA 67593)
- The Feast of St. Edward, King and Confessor, at Westminster Abbey (Hyperion, CDA 67586)
- Trinity Sunday at Westminster Abbey (Hyperion, CDA 67557)
- William Byrd, The Great Service (Hyperion, CDA 67533)
- Music from the Royal Golden Wedding (Griffin, G 4017)
- Christmas Carols (Deutsche Grammophon, 445 572-2)
- Benjamin Britten (Sony Classical, 62615)
- Henry Purcell, Music for Queen Mary (Sony Classical, SK 66243)
- A Millennium of Music from Westminster Abbey (Sony Classical, SK 66614)
- John Tavener, kathist of Thanksgiving (Sony Classical, SK 64446)
- John Tavener, Innocence (Sony Classical, SK 66614)
- Miserere (Sony Classical, SK 6661 S)
- Adeste Fideles (Sony Classical, SK 62688)
- Christmas Carols from Westminster Abbey (Cantoris, CRCD 4000)
- Music from the Coronation of her Majesty Queen Elizabeth II (Cantoris, CRCD 30so)
- Psalms Volume 1 (Cantoris, CRCD 2361)
- Psalms Volume 2 (Virgin Classics, VC 5450362)
- Favourite Hymns From Westminster Abbey (Griffin, GCCD 4018)